# Hadım Şehabeddin Pascha
Hadım Şehabeddin Pascha, gelegentlich auch Kula Şahin Pascha, (* 14. oder 15. Jahrhundert; † 1453 in Bursa) war ein osmanischer General und Gouverneur, der unter Sultan Mehmed II. diente. Als junger Mann im Rahmen der Knabenlese an den Sultanshof verschleppt, wurde er zum Palasteunuchen (hadım) und stieg zum obersten weißen Palasteunuchen (Kapı Ağası) auf. Er wurde enger Berater des Sultans, bevor er Sandschakbey in Albanien und Beylerbey von Rumelien wurde. Şehabeddin galt als Unterstützer einer aggressiven Expansionspolitik des Osmanischen Reiches. Er befehligte die Streitkräfte bei der Einnahme der Festung Novo Brdo im Jahr 1441. Nachdem seine Armee in einer Schlacht gegen Johann Hunyadi im September 1442 unterlegen war, wurde er als Beylerbey abgesetzt. Nach 1444 wurde er noch mal kurz als Beylerbey von Rumelien erwähnt.

## Leben
Şehabeddin wird im Allgemeinen mit Kula Şahin Pascha gleichgesetzt. In einigen Quellen wird dabei der Beiname „Kula“ fälschlich mit „brauner Falke“ übersetzt, obwohl kula auf seine Herkunft als Sklave (kul) hindeutet, da er im Rahmen der Knabenlese an den Sultanshof verschleppt wurde. „Şahin“ ist eine Namensverkürzung von „Şehabeddin“. Die Gründungsinschrift in der Kirazli-Moschee von 1436/37, die gemeinhin als Gründung von Şehabeddin gilt, benennt seinen Vater mit „Abdullah“. Er wurde in sehr jungen Jahren als Sklave an den osmanischen Hof gebracht und war vielleicht georgischer Abstammung. Er besuchte die Palastschule Enderun und diente als Hofeunuch (hadim) im Harem des Sultans und im Palast.

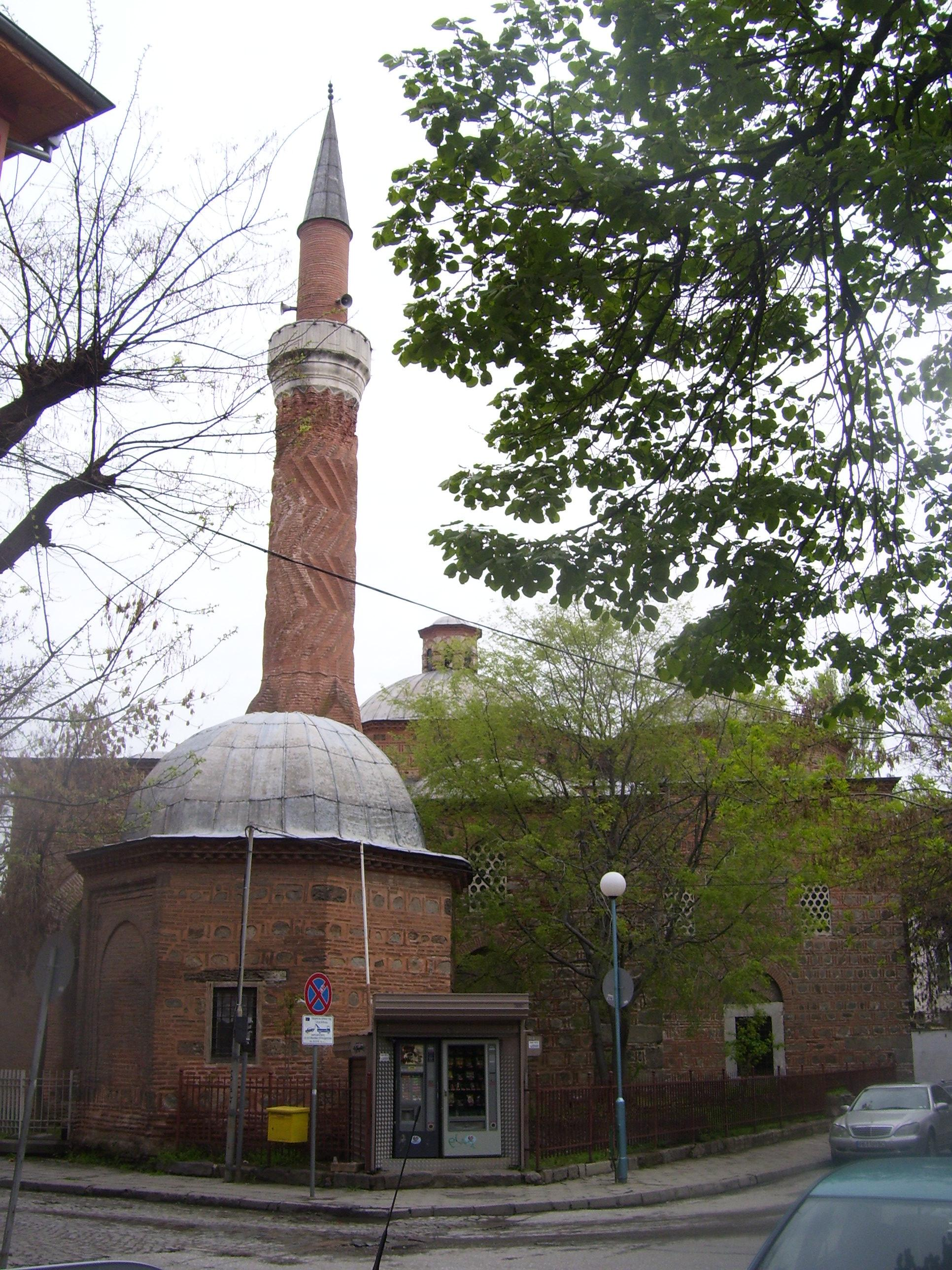
Moschee und Türbe von Hadım Şehabeddin in Plovdiv

Hadım Şehabeddin stieg in der Hierarchie am Sultanshof schnell auf und wurde vom Sultan bald zum obersten weißen Palasteunuchen (Kapı Ağası) befördert, der im Range eines Ministers für die Auswahl der Eunuchen zuständig war, als Vermittler zwischen dem Sultan und der Außenwelt diente und die Palastschule (Enderun) leitete. In dieser Position war er auch Empfänger aller Petitionen an den Sultan, was ihm große Macht gab.
Die erste Position Şehabeddins außerhalb des Sultanspalastes führte ihn nach Gjirokastra, wo er Sandschakbey des Sandschak Albanien wurde. Im Jahr 1439 wurde er in eine der höchsten militärischen Positionen des Reiches berufen und wurde zum Beylerbey des Eyâlet Rumelien. Şehabeddin galt als Hardliner im Sultanpalast und war Verfechter einer aggressiven Expansionspolitik des Osmanischen Reiches. Hadim zu sein bedeutete auch, dass er Zugang zur Sultansfamilie hatte und so auch zum späteren Sultan Mehmed II., für dessen Gelüste auf eine Erweiterung des Reiches er verantwortlich gewesen sein könnte.
Gegen den Befehl von Şehabeddin eroberten und besetzten die osmanischen Streitkräfte die mittelalterliche Festung Žrnov auf dem Gipfel des Avala (heute in Serbien) und unterstellten die Burg der direkten Aufsicht des Paschas.
Am 27. Juni 1441 eroberten Truppen unter dem Oberbefehl von Şehabeddin die Festung Novo Brdo, nachdem sie die gleichnamige Stadt geplündert und niedergebrannt hatten. Şehabeddin empfing den ragusischen Diplomaten Primović in Dobrijevo bei Vučitrn und riet ihm, die Republik Ragusa solle den Sultan mit reichen Geschenken „ehren“, wenn sie es vermeiden wolle, dem Osmanischen Reich Tribut zu zollen. Sie nahmen seinen Rat an und einigten sich nach Verhandlungen mit dem Palast darauf, dem osmanischen Herrscher jedes Jahr reichhaltige Geschenke zu schicken.
Am 2. oder 6. September 1442 sandte Murad II. eine Armee unter dem Oberbefehl von Şehabeddin und 16 ihm untergeordneten Sandschakbeys in die Walachei, um Vlad II. Dracul zu töten. Doch die osmanischen Streitkräfte wurden nahe dem Fluss Ialomița von der Armee von Johann Hunyadi angegriffen und geschlagen. Nach der Niederlage wurde Şehabeddin abgesetzt. Im Jahr 1444 trat Şehabeddin als Kommandeur der Streitkräfte gegen Orhan, den Herausforderer auf den Sultanthron, auf und war erneut als Beylerbey von Rumelien in Varna.
Sein Eintreten für eine aggressive Expansionspolitik machte ihn gemeinsam mit Akşemseddin zum Hauptkonkurrenten von Großwesir Çandarlı II. Halil Pascha, der eher zurückhaltend auf die Expansionspolitik reagierte, einen Angriff auf Konstantinopel ablehnte und in erster Linie den Thron sichern wollte.
Hadım Şehabeddin starb 1453 in Bursa, nachdem er den Erfolg der Expansionspolitik mit der Eroberung der byzantinischen Hauptstadt Konstantinopel miterlebte und Çandarlı Halil Pasha vom Sultan hingerichtet worden war.

## Vermächtnis
Şehabeddin ließ im Jahr 1436 in Adrianopel eine Moschee errichten, die als Hacı Şahabettin Camii oder Kirazlı Camii (deutsch Kirschenmoschee). Der Schriftsteller Evliya Çelebi notierte, dass Şehabeddin in Plovdiv eine Moschee mit Madrasa, Han und Karawanserei errichten ließ, die nach ihm benannt sind.